# Killing-vorm
In de abstracte algebra, een deelgebied van de wiskunde, is de killing-vorm, vernoemd naar de Duitse wiskundige Wilhelm Killing, een symmetrische bilineaire vorm die een fundamentele rol speelt in de theorieën van de lie-groepen en lie-algebra's. 
De killing-vorm werd in 1894 door de Franse wiskundige Élie Cartan in zijn proefschrift in de theorie van de lie-algebra's geïntroduceerd. Hoewel Killing weleens een opmerking had gemaakt over het belang van wat nu naar hem de killing-vorm wordt genoemd, maakte hij er in zijn eigen werk geen serieus gebruik van.

## Definitie
Laat {\displaystyle {\mathfrak {g}}} een Lie-algebra zijn over een lichaam/veld {\displaystyle K}. Elke {\displaystyle x\in {\mathfrak {g}}} definieert het toegevoegde endomorfisme {\displaystyle \mathrm {ad} (x)} (ook genoteerd als  {\displaystyle \mathrm {ad} _{x}}) van {\displaystyle {\mathfrak {g}}} met behulp van de Lie-haak:
{\displaystyle \mathrm {ad} (x)(y)=[x,y].}
Voor eindige {\displaystyle {\mathfrak {g}}} is de killing-vorm de symmetrische bilineaire vorm die gevormd wordt door het spoor van de samenstelling van twee zulke toegevoege endomorfismen:
{\displaystyle B(x,y)=\mathrm {sp} (\mathrm {ad} (x)\mathrm {ad} (y))~.}